# Powiat Przemyski
Der Powiat Przemyski ist ein Powiat (Kreis) in der polnischen Woiwodschaft Karpatenvorland. Der Powiat hat eine Fläche von 1213,73 km², auf der 71.000 Einwohner leben. Sitz des Powiats ist die kreisfreie Stadt Przemyśl.

## Gemeinden
Der Powiat umfasst die Stadt-und-Land-Gemeinden Bircza und Dubiecko sowie acht Landgemeinden:
- Fredropol
- Krasiczyn
- Krzywcza
- Medyka
- Orły
- Przemyśl
- Stubno
- Żurawica